# 1878 год
1878 (ты́сяча восемьсо́т се́мьдесят восьмо́й) год  по григорианскому календарю — невисокосный год, начинающийся во вторник. Это 1878 год нашей эры, 8‑й год 8‑го десятилетия XIX века 2‑го тысячелетия, 9‑й год 1870‑х годов. Он закончился 147 лет назад.
| Пн | Вт | Ср | Чт | Пт | Сб | Вс |
|    | 1  | 2  | 3  | 4  | 5  | 6  |
| 7  | 8  | 9  | 10 | 11 | 12 | 13 |
| 14 | 15 | 16 | 17 | 18 | 19 | 20 |
| 21 | 22 | 23 | 24 | 25 | 26 | 27 |
| 28 | 29 | 30 | 31 |    |    |    |

| Пн | Вт | Ср | Чт | Пт | Сб | Вс |
|    |    |    |    | 1  | 2  | 3  |
| 4  | 5  | 6  | 7  | 8  | 9  | 10 |
| 11 | 12 | 13 | 14 | 15 | 16 | 17 |
| 18 | 19 | 20 | 21 | 22 | 23 | 24 |
| 25 | 26 | 27 | 28 |    |    |    |

| Пн | Вт | Ср | Чт | Пт | Сб | Вс |
|    |    |    |    | 1  | 2  | 3  |
| 4  | 5  | 6  | 7  | 8  | 9  | 10 |
| 11 | 12 | 13 | 14 | 15 | 16 | 17 |
| 18 | 19 | 20 | 21 | 22 | 23 | 24 |
| 25 | 26 | 27 | 28 | 29 | 30 | 31 |

| Пн | Вт | Ср | Чт | Пт | Сб | Вс |
| 1  | 2  | 3  | 4  | 5  | 6  | 7  |
| 8  | 9  | 10 | 11 | 12 | 13 | 14 |
| 15 | 16 | 17 | 18 | 19 | 20 | 21 |
| 22 | 23 | 24 | 25 | 26 | 27 | 28 |
| 29 | 30 |    |    |    |    |    |

| Пн | Вт | Ср | Чт | Пт | Сб | Вс |
|    |    | 1  | 2  | 3  | 4  | 5  |
| 6  | 7  | 8  | 9  | 10 | 11 | 12 |
| 13 | 14 | 15 | 16 | 17 | 18 | 19 |
| 20 | 21 | 22 | 23 | 24 | 25 | 26 |
| 27 | 28 | 29 | 30 | 31 |    |    |

| Пн | Вт | Ср | Чт | Пт | Сб | Вс |
|    |    |    |    |    | 1  | 2  |
| 3  | 4  | 5  | 6  | 7  | 8  | 9  |
| 10 | 11 | 12 | 13 | 14 | 15 | 16 |
| 17 | 18 | 19 | 20 | 21 | 22 | 23 |
| 24 | 25 | 26 | 27 | 28 | 29 | 30 |

| Пн | Вт | Ср | Чт | Пт | Сб | Вс |
| 1  | 2  | 3  | 4  | 5  | 6  | 7  |
| 8  | 9  | 10 | 11 | 12 | 13 | 14 |
| 15 | 16 | 17 | 18 | 19 | 20 | 21 |
| 22 | 23 | 24 | 25 | 26 | 27 | 28 |
| 29 | 30 | 31 |    |    |    |    |

| Пн | Вт | Ср | Чт | Пт | Сб | Вс |
|    |    |    | 1  | 2  | 3  | 4  |
| 5  | 6  | 7  | 8  | 9  | 10 | 11 |
| 12 | 13 | 14 | 15 | 16 | 17 | 18 |
| 19 | 20 | 21 | 22 | 23 | 24 | 25 |
| 26 | 27 | 28 | 29 | 30 | 31 |    |

| Пн | Вт | Ср | Чт | Пт | Сб | Вс |
|    |    |    |    |    |    | 1  |
| 2  | 3  | 4  | 5  | 6  | 7  | 8  |
| 9  | 10 | 11 | 12 | 13 | 14 | 15 |
| 16 | 17 | 18 | 19 | 20 | 21 | 22 |
| 23 | 24 | 25 | 26 | 27 | 28 | 29 |
| 30 |    |    |    |    |    |    |

| Пн | Вт | Ср | Чт | Пт | Сб | Вс |
|    | 1  | 2  | 3  | 4  | 5  | 6  |
| 7  | 8  | 9  | 10 | 11 | 12 | 13 |
| 14 | 15 | 16 | 17 | 18 | 19 | 20 |
| 21 | 22 | 23 | 24 | 25 | 26 | 27 |
| 28 | 29 | 30 | 31 |    |    |    |

| Пн | Вт | Ср | Чт | Пт | Сб | Вс |
|    |    |    |    | 1  | 2  | 3  |
| 4  | 5  | 6  | 7  | 8  | 9  | 10 |
| 11 | 12 | 13 | 14 | 15 | 16 | 17 |
| 18 | 19 | 20 | 21 | 22 | 23 | 24 |
| 25 | 26 | 27 | 28 | 29 | 30 |    |

| Пн | Вт | Ср | Чт | Пт | Сб | Вс |
|    |    |    |    |    |    | 1  |
| 2  | 3  | 4  | 5  | 6  | 7  | 8  |
| 9  | 10 | 11 | 12 | 13 | 14 | 15 |
| 16 | 17 | 18 | 19 | 20 | 21 | 22 |
| 23 | 24 | 25 | 26 | 27 | 28 | 29 |
| 30 | 31 |    |    |    |    |    |

## События
- 9 января — в Риме скончался первый король Италии Виктор Эммануил II. Престол перешёл к его сыну Умберто I[1].
- 10 февраля — руководители Освободительной армии Кубы подписали с испанскими колониальными властями мирный договор в г. Санхон. По договору Освободительная армия прекращала борьбу, Испания проводила на Кубе реформы и освобождала рабов[2].
- 24 марта — близ острова Уайт затонул шлюп «Eurydice»[англ.] ВМС Великобритании: погибло 376 человек.
- 1 мая—10 ноября — в Париже прошла Всемирная выставка в специально построенном для этой цели дворце Трокадеро.
- 14 мая — в Токио недовольными самураями из мести за подавление Сацумского восстания был убит японский государственный и политический деятель эпохи Мэйдзи Окубо Тосимити.
- 20 мая — Новые османы во главе с Али Суави подняли восстание с целью низложения султана Абдул-Хамида II, возвращения на престол Мурада V и восстановления Конституции 1876 года. Восстание подавлено, Суави казнён в тот же день[3].
- 10 июня — создана Призренская лига, возглавившая борьбу за автономию Албании[4].
- 27 июля — Варна была окончательно освобождена русскими войсками от многовекового турецкого владычества и стала частью новой Болгарии.
- 22 июля — в Кабул прибывает миссия генерала Столетова.
- 21 сентября — инцидент у форта Али-Масджид; афганцы отказались пропустить в Афганистан миссию Невилла Чемберлена, что стало поводом к началу Второй англо-афганской войны.
- 19 октября — утверждение германским рейхстагом «исключительного закона» против социалистов[5].
- 21 ноября — Сражение при Али-Масджид, начало Второй англо-афганской войны.
- 27 ноября — Центральный совет Призренской лиги выдвинул требование предоставления Албании автономии в рамках Османской империи[4].
- 2 декабря — Сражение за перевал Пейвар-Котал.
- Эдвард Мэйбридж с помощью большого количества камер снял скачущую лошадь по кличке «Оцидент».
- Основан Томский университет.
- Начало гражданской войны в Науру.
- Окончание русско-турецкой войны между Российской империей и союзными ей балканскими государствами (Румынией, Сербией и Черногорией), с одной стороны, и Османской империей, с другой. По итогам войны Румыния, Сербия и Черногория несколько расширили свои территории, была провозглашена независимость Болгарии, а в состав России вошли города Карс и Батум с прилегающими областями, а также южная часть Бессарабии.
- Был сформирован футбольный клуб под названием «Ньютон Хит (Ланкашир энд Йоркшир Рейлуэй)». Сейчас известен как Манчестер Юнайтед.
- Впервые для транспортировки нефти и нефтепродуктов начали использоваться танкеры. Первым танкером стал «Зороастр»[6]

## Родились
См. также: Категория:Родившиеся в 1878 году
- 30 января — Василий Алексеевич Десницкий, русский революционный деятель, советский литературовед (ум. 1958).
- 5 февраля — Андре Густав Ситроен, французский инженер, промышленник, основатель автомобилестроительной компании Ситроен (ум. 1935)
- 21 февраля — Мирра Альфасса — Мать, йогин, сподвижница Шри Ауробиндо (ум. 1973).
- 7 марта — Борис Михайлович Кустодиев, российский художник (ум. 1927).
- 15 марта — Реза-шах Пехлеви, 34-й шах Ирана, первый из династии Пехлеви (ум. 1944).
- 17 марта — Пётр Демьянович Успенский, русский философ, теософ, эзотерик, оккультист, таролог, журналист и писатель (ум. 1947).
- 10 мая — Густав Штреземан, германский политический деятель, лауреат Нобелевской премии мира (1926).
- 21 мая — Гленн Хаммонд Кёртисс, американский лётчик, тавиаконструктор и промышленник, пионер авиации (ум. 1930).
- 27 мая — Айседора Дункан, американская танцовщица, балерина (ум. 1927).
- 6 июня — Александр Сергеевич Глинка (ум. 1940), русский журналист, публицист, критик и историк литературы.
- 5 июля — Владимир Алексеевич Щуко, российский, советский архитектор, художник театра, просветитель.
- 19 июля — Сергей Леонидович Марков, русский военачальник, политический деятель. Участник Русско-японской войны, участник Гражданской войны (1918). Первопоходник, один из лидеров Белого движения на Юге России и организаторов Добровольческой армии (ум. 1918).
- 19 августа
  - Владимир Викторович Адоратский, русский революционер, советский историк, директор Института Маркса-Энгельса-Ленина, Института философии АН СССР, академик АН СССР (ум. 1945).
  - Мануэль Луис Кесон-и-Молина, президент Филиппин в 1935—1944 годах (ум. 1944).
- 25 августа — Александр Терентьевич Матвеев, русский и советский скульптор, искусствовед, педагог (ум. 1960).
- 27 августа — Пётр Николаевич Врангель, российский полководец (ум. 1928)
- 2 сентября — Вернер фон Бломберг (ум.1946), немецкий военачальник, генерал-фельдмаршал (1936), в 1933—1938 годах министр имперской обороны (с 1935 — имперского военного министерства) Германии.
- 11 сентября — Марсель Ру, французский художник-символист, гравёр, иллюстратор (ум. 1922).
- 5 ноября — Михаил Петрович Арцыбашев, русский писатель (ум. 1927).
- 7 декабря — Ёсано Акико, японская поэтесса (ум. 1942).
- 18 декабря — Иосиф Виссарионович Сталин, советский политический, государственный, военный и партийный деятель, генералиссимус (ум. 1953)

## Скончались
См. также: Категория:Умершие в 1878 году
- 8 января — Николай Алексеевич Некрасов, русский поэт, писатель и публицист, классик русской литературы (род. 1821).
- 9 января — Виктор Эммануил II, король Сардинского королевства в 1849 — 1861 годах, первый король Италии в 1861—1878 годах (род. 1820).
- 5 февраля — Вревская (урожд. Варпаховская) Юлия Петровна, баронесса; одна из первых сестёр милосердия из среды высшего света (род. 1838 или 1841).
- 7 февраля — Пий IX, Папа Римский, занимавший святейший престол дольше всех (род. 1792).
- 14 мая — Окубо Тосимити, японский политик (род. 1830).
- 22 ноября — Пётр Андреевич Вяземский, русский поэт и литературный критик (род. 1792)
- 24 декабря — Иоганн Генрих Буфф, немецкий химик и физик[7]; член Баварской и Гёттингенской академий наук; отец архивиста и педагога Адольфа Буффа[нем.] (род. 1805).